# Torkos András
Torkos András (Győr, 1669. – Győr, 1737. június 17.) evangélikus lelkész, Biblia-fordító, Torkos Justus János apja, Torkos János orvos nagyapja.

## Élete
Győrött született és bizonyára alsóbb iskoláit is ott végezte; ezek befejeztével külföldre ment és 1692. április 16-án a wittenbergi egyetemre iratkozott be. Itt 1695-ben már magisteri címet szerzett és az egyetemen előadásokat tartott. 1698-ban tért vissza hazájába és előbb tanár, 1707-ben pedig lelkész lett Győrött. Buzgó híve volt a pietizmusnak.
Legfőbb munkája az evangélikus számára készült, eredeti görög nyelvből fordított Újszövetség-fordítása. Az evangélikusoknak akkoriban nem volt saját Bibliájuk és helyette Károli Gáspár vizsolyi Bibliáját használták. Annak ellenére, hogy a Torkos-féle Újszövetség, amely hűen tükrözi a görög eredetit és közérthető, szép magyarsággal íródott, nem terjedt el. Az evangélikusok továbbra is leginkább a református Károli Bibliát használták. Torkos Újszövetsége hatással volt Küzmics István vend (muravidéki szlovén) nyelvű fordítására, a Nouvi Zákonra is. Annak a munkának az előszavát Torkos András fia Torkos József írta, Küzmics pedig lefordította.

## Munkái
- Dissertatio Theologica De Meditationibus Passionalibus Paradisiacis ... Wittenbergae, 1693
- Solertis Studiosi Lineamenta ... Uo. 1695
- Dissertationem De conscientia Antecedente Recta Et Erronea, Eruditae & placidae censorum disquisitioni committunt Praeses ... et Respondens Gotthelff Schütze. Uo. 1697
- Obligationem Legis Civillis In Conscientia sub Praesidio ... defendet Joh. Georgius Schimentzius. Uo. 1698
- Disputatio De Cognitione Sui Morali Quam Sub Praesidio ... defendet Godofredus Beiszler. Uo. 1698
- Engesztelő Aldozat, az az, Ött részbül álló Szent Lélekkel tellyes áhétatos és buzgó Imádságok ... Halle, 1709 (későbbi kiadásai: Lipcse, 1736, 1764, Pozsony, 1786, Pozsony és Kassa, 1787, rézmetszetekkel)
- Kátéchismus (Győri), az az D. Luther Marton Kis Kátéchismussa Más szép kegyes kérdésekkel egyetemben Most uyontan Magyarrá fordíttatott, a Győri Luthe: Oskolában tanuló Ifjúságnak Kedvéért ... Halle, 1709 (névtelenül, újabb kiadásai: hely n., 1729, 1750, 1770, ezeken kívül több változatlan kiadás)
- A cédrusfának siralmas esete. Telekesi Török István zászlós úrnak ... Karátson hava 26. 1722. meghalván ... 1723. Sz. György hava 6 ... eltemettetett ... a vadosfai templom előtt ... előhozott ... (Lipcse, 1723, Miskey Ádám beszédével)
- Mi Urunk Jesus Krisztus Uj Testamentoma. Görög nyelvből magyarra ford. Wittenberg, 1736 (elöljáró beszédet írt hozzá fia T. József, újabb kiadása Pozsony, 1803)

Üdvözlő verseket írt a Nikletzius Sámuel értekezése mellé (1692), valamint Seelmann Keresztély Mártonhoz (1693) és Simonis Pálhoz (1697.). Énekeket is szerzett.